# Flexion pronominale en gotique
 (avril 2021).
Si vous disposez d'ouvrages ou d'articles de référence ou si vous connaissez des sites web de qualité traitant du thème abordé ici, merci de compléter l'article en donnant les références utiles à sa vérifiabilité et en les liant à la section « Notes et références ».
Le gotique est une langue flexionnelle, donc ses noms et pronoms changent de terminaison pour indiquer le cas grammatical et le nombre. Les noms infléchissent pour cinq cas, dont quatre existent pour les pronoms : le nominatif, le génitif, le datif, et l'accusatif. Le cinquième - l'instrumental - n'est attestée qu'isolément pour quelques pronoms ou au sein de locutions figées.

## Pronoms personnels[1]
| Cas       | Première personne | Première personne | Première personne |
| Cas       | Singulier         | Duel              | Pluriel           |
| --------- | ----------------- | ----------------- | ----------------- |
| Nominatif | ik                | wit               | weis              |
| Accusatif | mik               | ugkis             | uns(is)           |
| Génitif   | meina             | *ugkara           | unsara            |
| Datif     | mis               | ugkis             | uns(is)           |

Les formes précédées d'une astérisque ne sont pas attestées et sont des reconstitutions.
| Cas       | Deuxième personne | Deuxième personne | Deuxième personne |
| Cas       | Singulier         | Duel              | Pluriel           |
| --------- | ----------------- | ----------------- | ----------------- |
| Nominatif | þu                | *jut              | jus               |
| Accusatif | þuk               | igqis             | izwis             |
| Génitif   | þeina             | igqara            | izwara            |
| Datif     | þus               | igqis             | izwis             |

| Cas       | Troisième personne | Troisième personne | Troisième personne | Troisième personne | Troisième personne | Troisième personne |
| Cas       | Singulier          | Singulier          | Singulier          | Pluriel            | Pluriel            | Pluriel            |
| Cas       | Masculin           | Neutre             | Féminin            | Masculin           | Neutre             | Féminin            |
| --------- | ------------------ | ------------------ | ------------------ | ------------------ | ------------------ | ------------------ |
| Nominatif | is                 | ita                | si                 | eis                | ija                | ijōs               |
| Accusatif | ina                | ita                | ija                | ins                | *ija               | *ijōs              |
| Génitif   | is                 | is                 | izōs               | izē                | *izē               | izō                |
| Datif     | imma               | imma               | izái               | im                 | im                 | im                 |

## Pronoms réfléchis
Un pronom réfléchi spécifique n'existe que dans la troisième personne du singulier ; les autres personnes répètent les pronoms normaux, par exemple, 𐌹𐌺 𐌲𐌰𐌷𐌰𐍆𐍄𐌹𐌳𐌰 𐌼𐌹𐌺 / ik gahaftida mik (« j'ai joint ») (verbe pronominal).
| Nominatif | —     |
| Accusatif | sik   |
| Génitif   | seina |
| Datif     | sis   |

## Pronoms possessifs[2]
Les pronoms possessifs peuvent être employés comme adjectifs possessifs. Leur déclinaison reste inchangée.
| Cas       | Première personne | Première personne | Première personne | Première personne | Première personne | Première personne | Première personne | Première personne | Première personne |
| Cas       | Singulier         | Singulier         | Singulier         | Duel              | Duel              | Duel              | Pluriel           | Pluriel           | Pluriel           |
| Cas       | Masculin          | Neutre            | Féminin           | Masculin          | Neutre            | Féminin           | Masculin          | Neutre            | Féminin           |
| --------- | ----------------- | ----------------- | ----------------- | ----------------- | ----------------- | ----------------- | ----------------- | ----------------- | ----------------- |
| Nominatif | meins             | mein(ata)         | meina             | ugkar             | ugkar(ata)        | ugkara            | unsar             | unsar             | unsara            |
| Accusatif | meinana           | mein(ata)         | meina             | ugkarana          | ugkar(ata)        | ugkara            | unsarana          | unsar             | unsara            |
| Génitif   | meinis            | meinis            | meináizōs         | ugkaris           | ugkaris           | ugkaráizōs        | unsaris           | unsaris           | unsaráizōs        |
| Datif     | meinamma          | meinamma          | meinái            | ugkaramma         | ugkaramma         | ugkarái           | unsaramma         | unsaramma         | unsarái           |

| Cas       | Deuxième personne | Deuxième personne | Deuxième personne | Deuxième personne | Deuxième personne | Deuxième personne | Deuxième personne | Deuxième personne | Deuxième personne |
| Cas       | Singulier         | Singulier         | Singulier         | Duel              | Duel              | Duel              | Pluriel           | Pluriel           | Pluriel           |
| Cas       | Masculin          | Neutre            | Féminin           | Masculin          | Neutre            | Féminin           | Masculin          | Neutre            | Féminin           |
| --------- | ----------------- | ----------------- | ----------------- | ----------------- | ----------------- | ----------------- | ----------------- | ----------------- | ----------------- |
| Nominatif | þeins             | þein(ata)         | þeina             | igqar             | igqar             | igqara            | izwar             | izwar             | izwara            |
| Accusatif | þeinana           | þein(ata)         | þeina             | igqarana          | igqar             | igqara            | izwarana          | izwar             | izwara            |
| Génitif   | þeinis            | þeinis            | þeináizōs         | igqaris           | igqaris           | igqaráizōs        | izwaris           | izwaris           | izwaráizōs        |
| Datif     | þeinamma          | þeinamma          | þeinái            | igqaramma         | igqaramma         | igqarái           | izwaramma         | izwaramma         | izwarái           |

| Cas       | Troisième personne réfléchie | Troisième personne réfléchie | Troisième personne réfléchie | Troisième personne réfléchie | Troisième personne réfléchie | Troisième personne réfléchie |
| Cas       | Singulier                    | Singulier                    | Singulier                    | Pluriel                      | Pluriel                      | Pluriel                      |
| Cas       | Masculin                     | Neutre                       | Féminin                      | Masculin                     | Neutre                       | Féminin                      |
| --------- | ---------------------------- | ---------------------------- | ---------------------------- | ---------------------------- | ---------------------------- | ---------------------------- |
| Nominatif | —                            | —                            | —                            | —                            | —                            | —                            |
| Accusatif | seinana                      | sein(ata)                    | seina                        | seinans                      | seina                        | seinōs                       |
| Génitif   | seinis                       | seinis                       | seináizōs                    | seináizē                     | seináizē                     | seináizō                     |
| Datif     | seinamma                     | seinamma                     | seinái                       | seináim                      | seináim                      | seináim                      |

## Pronoms démonstratifs
Le gotique possède trois pronoms démonstratifs : sa, sah et jains. Employé comme adjectif, chacun se décline comme le pronom.
Les deux premiers indiquent une proximité (équivalent du français "celui-ci").Sa est très souvent employé en guise d'article défini ; sah est d'un emploi rare et peu de formes sont attestées . Le troisième équivaut au français "celui-là" et se décline sur le modèle de l'adjectif qualificatif.
La déclinaison de sa est la suivante  :
| Cas       | Pronom démonstratif sa | Pronom démonstratif sa | Pronom démonstratif sa | Pronom démonstratif sa | Pronom démonstratif sa | Pronom démonstratif sa |
| Cas       | Singulier              | Singulier              | Singulier              | Pluriel                | Pluriel                | Pluriel                |
| Cas       | Masculin               | Neutre                 | Féminin                | Masculin               | Neutre                 | Féminin                |
| --------- | ---------------------- | ---------------------- | ---------------------- | ---------------------- | ---------------------- | ---------------------- |
| Nominatif | sa                     | þata                   | so                     | þai                    | þo                     | þos                    |
| Accusatif | þana                   | þata                   | þo                     | þans                   | þo                     | þos                    |
| Génitif   | þis                    | þis                    | þizos                  | þize                   | þize                   | þizo                   |
| Datif     | þamma                  | þamma                  | þizai                  | þaim                   | þaim                   | þaim                   |

## Pronoms relatifs et interrogatifs
Le gotique possède le pronom relatif générique saei et le pronom interrogatif générique ƕas.
Leurs déclinaisons sont les suivantes  :
| Cas       | Pronom relatif saei | Pronom relatif saei | Pronom relatif saei | Pronom relatif saei | Pronom relatif saei | Pronom relatif saei |
| Cas       | Singulier           | Singulier           | Singulier           | Pluriel             | Pluriel             | Pluriel             |
| Cas       | Masculin            | Neutre              | Féminin             | Masculin            | Neutre              | Féminin             |
| --------- | ------------------- | ------------------- | ------------------- | ------------------- | ------------------- | ------------------- |
| Nominatif | saei                | þatei               | soei                | þaiei               | þo                  | þozei               |
| Accusatif | þanei               | þatei               | þoei                | þanzei              | þo                  | þozei               |
| Génitif   | þizei               | þizei               | þizozei             | þizeei              | þize                | þizoei              |
| Datif     | þammei              | þammei              | þizaiei             | þaimei              | þaimei              | þaimei              |

| Cas       | Singulier | Singulier | Singulier |
| Cas       | Masculin  | Neutre    | Feminin   |
| Nominatif | ƕas       | ƕa        | ƕo        |
| Accusatif | ƕana      | ƕa        | ƕo        |
| Genitif   | ƕis       | ƕis       | ƕizos     |
| Datif     | ƕamma     | ƕamma     | ƕizai     |

## Les formes particulières de l'instrumental neutre[3]
L'article-démonstratif sa connaît une forme þe à l'instrumental. Celle-ci, rarement employée isolément, se rencontre également dans des conjonctions telles que : bi-þe "après que", du-þe "parce que", jaþ-þe "même si".
Saei connaît une forme instrumentale en þeei et ƕas la forme instrumentale ƕe.